# Betsiboka
Betsiboka – rzeka na Madagaskarze o długości 520 km.
Rzeka ma  źródła na Płaskowyżu Centralnym. Gleby na Madagaskarze są bogate w lateryty. W wyniku wylesianie wyspy w latach 50. XX wieku następuje erozja gleby, które są wymywane przez deszcze. Muł rzeczny, który gromadzi się w ujściu rzeki nadaje jej czerwony kolor. Betsiboka uchodzi do zatoki Helodrano Bombetoka w Kanale Mozambickim. W dolnym biegu zdatna do żeglugi. Przyczyną erozji i powodzi jest wycinanie naturalnych lasów namorzynowych. Dlatego w 2014 roku Madagaskar otrzymał w ramach Programu Środowiskowego Organizacji Narodów Zjednoczonych dotację na rekultywację w estuarium Betsiboki 400 ha lasów namorzynowych.